# Pilviškiai
Pilviškiai is een plaats in de gemeente Vilkaviškis in het Litouwse district Marijampolė. De plaats telt 1493 inwoners (2001).